# 10555 Tagaharue
10555 Tagaharue este un asteroid din centura principală de asteroizi.

## Descriere
10555 Tagaharue este un asteroid din centura principală de asteroizi. A fost descoperit pe 16 aprilie 1993 la Kitami de Kin Endate și Kazuro Watanabe. Asteroidul prezintă o orbită caracterizată de o semiaxă mare de 3,21 ua, o excentricitate de 0,07 și o înclinație de 16,8° în raport cu ecliptica.